# Springfield Up
«Springfield Up» (рус. Растущий Спрингфилд) — тринадцатая серия восемнадцатого сезона мультсериала «Симпсоны».

## Сюжет
Документалист Деклан Десмонд, уже знакомый зрителям по серии «’Scuse Me While I Miss the Sky» каждые восемь лет приезжает в Спрингфилд для работы над своим фильмом «Растущий Спрингфилд». Он рассказывает о жизни Гомера, Мардж и их ровесников в возрасте 8, 16, 24, 32 и 40 лет, расспрашивая их о планах и мечтах и следя за их реализацией.
Основная сюжетная линия посвящена Гомеру. В восемь лет он мечтал стать самым богатым человеком в мире. В шестнадцать он начал встречаться с Мардж и основал собственную рок-группу из одного человека. В 24 он работал на нескольких работах сразу: продавал навоз, задавал вопросы в телепередачах и рисовал карикатуры. Их отношения с Мардж упрочились, но Гомер говорил, что никогда не заведёт детей. Через 8 лет у Гомера и Мардж уже двое детей, но финансовое положение по-прежнему оставляет желать лучшего. Гомер кормит Лизу, а на заднем плане фото с ней уже взрослее.
И вот Десмонд навещает 40-летнего Гомера и, к своему удивлению, обнаруживает, что тот стал миллионером. Симпсон рассказывает, что разбогател благодаря своему изобретению, «Приправной ручке» со сменными стержнями. Поражённый документалист берёт интервью у Гомера и Мардж и наблюдает за их шикарной жизнью: они, их дети и даже Маленький Помощник Санты купаются в роскоши. Но внезапно идиллию разрушает появление мистера Бёрнса, спрашивающего, что делают Симпсоны в его летнем домике.
Разоблачённый Гомер избегает общения с режиссёром, но в конце концов говорит, что поступил так только потому, что устал быть лишь неудачником, нужным в фильме для того, чтобы на его фоне остальные выглядели лучше. Десмонд решает извиниться за то, что издевался над Гомером, и показывает ему интервью, в котором другие жители города говорят о Гомере хорошее. Тогда Гомер понимает, что ему нечего стыдиться в жизни.

## Культурные отсылки
- Гомер называет Декланда Десмонда «Доктор Кто» — это персонаж одноимённого британского телесериала.
- Когда Бернс срывает портрет Симпсонов, за ним обнаруживается картина, очень похожая на работу американского реалиста Эндрю Уайета «Мир Кристины», только вместо девушки в поле изображён сам Бёрнс.
- Машина времени профессора Фринка очень похожа на машину из фильма «Машина времени». Её же можно заметить в сериале Футурама, в серии A Clone of My Own, в доме профессора, как одно из его неоконченных и не работающих изобретений.
- Работа Десмонда похожа на серию проектов британского режиссёра Майкла Эптеда, который точно так же, но с интервалом в 7 лет, наблюдал за изменениями в жизни людей.